# Pseudoliarus inornata
Pseudoliarus inornata är en insektsart som beskrevs av Alexander Fyodorovich Emeljanov 1978. Pseudoliarus inornata ingår i släktet Pseudoliarus och familjen kilstritar. Inga underarter finns listade i Catalogue of Life.